# فابيو سيلفا (لاعب كرة قدم برتغالي)
فابيو سيلفا هو لاعب كرة قدم برتغالي، ولد في 19 يوليو 2002 في محافظة بورتو في البرتغال. لعب مع نادي بورتو وحاليًا يلعب لنادي وولفرهامبتون واندررز الإنجليزي.

## وصلات خارجية
- فابيو سيلفا على موقع الاتحاد الأوربي (الإنجليزية)
- فابيو سيلفا على موقع قاعدة بيانات كرة القدم.إي يو (الإنجليزية)
- فابيو سيلفا على موقع Soccerbase.com (لاعب) (الإنجليزية)
- فابيو سيلفا على موقع Soccerway.com (الإنجليزية)
- فابيو سيلفا على موقع عالم كرة القدم.نت (الإنجليزية)